# Herkules (tv-serie)
 Der er for få eller ingen kildehenvisninger i denne artikel, hvilket er et problem. Du kan hjælpe ved at angive troværdige kilder til de påstande, som fremføres i artiklen.

 For alternative betydninger, se Herkules (flertydig). (Se også artikler, som begynder med Herkules)
Herkules er en tv-serie, der blev produceret af Disney i 1998 og 1999. Serien følger den unge Herkules' bedrifter, når han sammen med sine venner Kassandra og Ikaros er på eventyr i den græske mytologi.

## Danske stemmer i tv-serien
- Laus Høybye: Herkules
- Aage Haugland: Zeus (1998)
- Ulrik Cold: Zeus (1999)
- Lars Knutzon: Philoktetes
- Thure Lindhardt: Ikaros
- Julie Lund: Kassandra
- Mads M. Nielsen: Adonis
- Henning Jensen: Hades
- Donald Andersen: Pine
- Thomas Mørk: Plage
- Susanne Wiik Kalvåg: Kalliope
- Bebiane Bøje: Thalia
- Pia Trojgård: Terpiskore
- Gry Harrit: Melpomene
- Peter Zhelder: Fortæller
- Ann Hjort
- Grethe Mogensen
- Ilia Swainson
- Jens Jacob Tyschen
- Louise Engell
- Lars Thiesgaard
- Nis Bank-Mikkelsen
- Peter Aude
- Peter Røschke
- Pauline Rehné
- Søren Launbjerg
- Trine Dyrholm
- Vibeke Dueholm

Titelsangen er sunget af Susanne Wiik Kalvåg, Bebiane Bøje, Pia Trojgård og Gry Harrit.